# Giải vô địch bóng đá U-17 thế giới 2019
Giải vô địch bóng đá U-17 thế giới 2019 là giải đấu lần thứ 18 của Giải vô địch bóng đá U-17 thế giới, giải vô địch bóng đá trẻ quốc tế hai năm một lần do các đội tuyển U-17 quốc gia của các liên đoàn thành viên thuộc FIFA tranh tài, được tổ chức tại Brasil từ ngày 26 tháng 10 đến ngày 17 tháng 11 năm 2019.
Ban đầu, Peru được dự kiến đăng cai giải đấu từ ngày 5 đến ngày 27 tháng 10 năm 2019, tuy nhiên, một thông báo vào tháng 2 năm 2019 cho biết rằng giải sẽ không tổ chức tại Peru sau khi kiểm tra cơ sở vật chất và lo ngại về những thách thức trong khâu tổ chức. Một thông báo chính thức vào ngày 15 tháng 3 năm 2019 đã phê chuẩn khuyến nghị chuyển giải đấu sang Brasil. Với việc phê chuẩn việc chỉ định Brasil là chủ nhà, đây đánh dấu lần đầu tiên quốc gia này đăng cai một giải đấu trẻ của FIFA, trước đó đã đăng cai Giải vô địch bóng đá thế giới hai lần cũng như Giải vô địch bóng đá thế giới các câu lạc bộ 2000, Giải vô địch bóng đá trong nhà thế giới 2008, Cúp Liên đoàn các châu lục 2013 và nhiều kỳ Giải vô địch bóng đá bãi biển thế giới.
Anh là đương kim vô địch, nhưng sau đó đã không thể vượt qua vòng loại tại Giải vô địch bóng đá U-17 châu Âu 2019 tại Cộng hòa Ireland. Anh trở thành đội vô địch thứ hai liên tiếp không vượt qua được vòng loại. Brasil đã giành chức vô địch lần thứ tư sau khi giành chiến thắng 2–1 trước México trong trận chung kết, đây cũng là lần đầu tiên trong lịch sử Brasil giành chức vô địch U-17 thế giới trên sân nhà.

## Lựa chọn chủ nhà
Quá trình đấu thầu để đăng cai Giải vô địch bóng đá U-20 thế giới 2019 và Giải vô địch bóng đá U-17 thế giới 2019 đã được FIFA đưa ra vào tháng 6 năm 2017. Một liên đoàn thành viên có thể đấu thầu cho cả hai giải đấu, nhưng sẽ được trao cho các chủ nhà khác nhau.

### Vòng đấu thầu thứ nhất
Hai quốc gia đã công khai tuyên bố đấu thầu chính thức để đăng cai giải đấu.
- Peru
- Rwanda (rút lui)

Vào ngày 8 tháng 3 năm 2018, Rwanda đã rút lại quyền đăng cai giải đấu do các vấn đề về thời gian và hậu cần. FIFA sau đó đã chấp thuận công bố Peru là nước chủ nhà sau cuộc họp của Hội đồng FIFA vào ngày 16 tháng 3 năm 2018 tại Bogotá, Colombia.

### Vòng đấu thầu thứ hai
Vào ngày 22 tháng 2 năm 2019, FIFA thông báo rằng giải đấu sẽ được chuyển đến một địa điểm chưa được xác định sau khi các chuyến kiểm tra phát hiện có vấn đề với cơ sở hạ tầng và tổ chức đã được chuẩn bị ở Peru. Cùng ngày, Tổng thư ký FIFA Fatma Samoura đã gửi thư đến Liên đoàn bóng đá Brasil để xác định xem giải đấu có thể được tổ chức ở quốc gia đó hay không và câu trả lời là tích cực. CONMEBOL củng cố ý tưởng này bằng cách tuyên bố rằng, vì quá trình chuẩn bị cho Cúp bóng đá Nam Mỹ 2019 dự kiến bắt đầu trong vòng chưa đầy bốn tháng nữa, Brasil sẽ là quốc gia duy nhất có thể đưa ra cam kết như vậy một thời gian ngắn. Với việc thay đổi địa điểm, giải đấu đã bị trì hoãn ba tuần. Brasil đã được Hội đồng FIFA xác nhận là chủ nhà mới vào ngày 15 tháng 3 năm 2019. Tuy nhiên, trong số tất cả các sân vận động được chọn để tổ chức các trận đấu của Cúp bóng đá Nam Mỹ 2019 đều không được sử dụng vì tất cả các địa điểm đều được sử dụng làm địa điểm tập luyện của đội tuyển quốc gia đang tham dự.

## Các đội tuyển vượt qua vòng loại
Tổng cộng có 24 đội đủ điều kiện tham dự vòng chung kết. Brazil là đội chủ nhà cùng với 23 đội khác vượt qua vòng loại từ sáu giải đấu châu lục riêng biệt. Việc phân bổ vị trí đã được Hội đồng FIFA phê duyệt vào ngày 10 tháng 6 năm 2018.
| Liên đoàn                      | Giải đấu loại                                 | Đội tuyển        | Lần tham dự | Lần cuối tham dự | Thành tích tốt nhất                            |
| ------------------------------ | --------------------------------------------- | ---------------- | ----------- | ---------------- | ---------------------------------------------- |
| AFC (châu Á)                   | Giải vô địch bóng đá U-16 châu Á 2018         | Úc               | 13          | 2015             | Á quân (1999)                                  |
| AFC (châu Á)                   | Giải vô địch bóng đá U-16 châu Á 2018         | Nhật Bản         | 9           | 2017             | Tứ kết (1993, 2011)                            |
| AFC (châu Á)                   | Giải vô địch bóng đá U-16 châu Á 2018         | Hàn Quốc         | 6           | 2015             | Tứ kết (1987, 2009)                            |
| AFC (châu Á)                   | Giải vô địch bóng đá U-16 châu Á 2018         | Tajikistan       | 2           | 2007             | Vòng 16 đội (2007)                             |
| CAF (châu Phi)                 | Cúp bóng đá U-17 châu Phi 2019                | Cameroon         | 2           | 2003             | Vòng bảng (2003)                               |
| CAF (châu Phi)                 | Cúp bóng đá U-17 châu Phi 2019                | Nigeria          | 12          | 2015             | Vô địch (1985, 1993, 2007, 2013, 2015)         |
| CAF (châu Phi)                 | Cúp bóng đá U-17 châu Phi 2019                | Angola           | 1           | Không có         | Lần đầu                                        |
| CAF (châu Phi)                 | Cúp bóng đá U-17 châu Phi 2019                | Sénégal          | 1           | Không có         | Lần đầu                                        |
| (Bắc, Trung Mỹ và Vùng Caribe) | Giải vô địch bóng đá U-17 CONCACAF 2019       | Canada           | 7           | 2013             | Vòng bảng (1987, 1989, 1993, 1995, 2011, 2013) |
| (Bắc, Trung Mỹ và Vùng Caribe) | Giải vô địch bóng đá U-17 CONCACAF 2019       | Hoa Kỳ           | 17          | 2017             | Hạng tư (1999)                                 |
| (Bắc, Trung Mỹ và Vùng Caribe) | Giải vô địch bóng đá U-17 CONCACAF 2019       | México           | 14          | 2017             | Vô địch (2005, 2011)                           |
| (Bắc, Trung Mỹ và Vùng Caribe) | Giải vô địch bóng đá U-17 CONCACAF 2019       | Haiti            | 2           | 2007             | Vòng bảng (2007)                               |
| CONMEBOL (Nam Mỹ)              | Chủ nhà                                       | Brasil           | 17          | 2017             | Vô địch (1997, 1999, 2003)                     |
| CONMEBOL (Nam Mỹ)              | Giải vô địch bóng đá U-17 Nam Mỹ 2019         | Argentina        | 14          | 2015             | Hạng ba (1991, 1995, 2003)                     |
| CONMEBOL (Nam Mỹ)              | Giải vô địch bóng đá U-17 Nam Mỹ 2019         | Chile            | 5           | 2017             | Third place (1993)                             |
| CONMEBOL (Nam Mỹ)              | Giải vô địch bóng đá U-17 Nam Mỹ 2019         | Ecuador          | 5           | 2015             | Tứ kết (1995, 2015)                            |
| CONMEBOL (Nam Mỹ)              | Giải vô địch bóng đá U-17 Nam Mỹ 2019         | Paraguay         | 5           | 2017             | Tứ kết (1999)                                  |
| OFC (châu Đại Dương)           | Giải vô địch bóng đá U-16 châu Đại Dương 2018 | New Zealand      | 9           | 2017             | Vòng 16 đội (2009, 2011, 2015)                 |
| OFC (châu Đại Dương)           | Giải vô địch bóng đá U-16 châu Đại Dương 2018 | Quần đảo Solomon | 1           | Không có         | Lần đầu                                        |
| UEFA (châu Âu)                 | Giải vô địch bóng đá U-17 châu Âu 2019        | Pháp             | 7th         | 2017             | Vô địch (2001)                                 |
| UEFA (châu Âu)                 | Giải vô địch bóng đá U-17 châu Âu 2019        | Hà Lan           | 4           | 2011             | Hạng ba (2005)                                 |
| UEFA (châu Âu)                 | Giải vô địch bóng đá U-17 châu Âu 2019        | Ý                | 8           | 2013             | Hạng tư (1987)                                 |
| UEFA (châu Âu)                 | Giải vô địch bóng đá U-17 châu Âu 2019        | Tây Ban Nha      | 10          | 2017             | Á quân (1991, 2003, 2007, 2017)                |
| UEFA (châu Âu)                 | Giải vô địch bóng đá U-17 châu Âu 2019        | Hungary          | 2           | 1985             | Tứ kết (1985)                                  |

Chú thích
1. ↑  Guinea đã bị CAF loại khỏi giải đấu do có hành vi gian lận độ tuổi trong bóng đá. Ban chấp hành CAF đã phê duyệt Senegal là đội thay thế.[13]
2. ↑  Quần đảo Solomon ban đầu là á quân Giải vô địch bóng đá U-16 châu Đại Dương 2018, nhưng sau đó đã bị OFC phát hiện có hành vi cố tình đưa cầu thủ quá tuổi vào sân Chris Satu trong giải đấu. Kết quả là đã bị mất toàn bộ kết quả và vị trí tham dự Giải vô địch bóng đá U-17 thế giới 2019.[14] Liên đoàn bóng đá Quần đảo Solomon đã kháng cáo quyết định này và Ủy ban điều hành OFC đã họp để quyết định đội thay thế sau khi quá trình kháng cáo kết thúc và quyết định giữ nguyên đơn kháng cáo, do đó cho phép Quần đảo Solomon tham dự giải đấu.[15]

## Địa điểm
Giải đấu được tổ chức tại bốn địa điểm ở ba thành phố.
| Goiânia                 | Goiânia                     | GamaGoiâniaCariacica Địa điểm thi đấu Giải vô địch bóng đá U-17 thế giới 2019. |
| ----------------------- | --------------------------- | ------------------------------------------------------------------------------ |
| Sân vận động Serrinha   | Sân vận động Olympic        | GamaGoiâniaCariacica Địa điểm thi đấu Giải vô địch bóng đá U-17 thế giới 2019. |
| Sức chứa: 9,900         | Sức chứa: 13,500            | GamaGoiâniaCariacica Địa điểm thi đấu Giải vô địch bóng đá U-17 thế giới 2019. |
|                         |                             | GamaGoiâniaCariacica Địa điểm thi đấu Giải vô địch bóng đá U-17 thế giới 2019. |
| Gama (khu vực Brasília) | Cariacica (khu vực Vitória) | GamaGoiâniaCariacica Địa điểm thi đấu Giải vô địch bóng đá U-17 thế giới 2019. |
| Sân vận động Bezerrão   | Sân vận động Kléber Andrade | GamaGoiâniaCariacica Địa điểm thi đấu Giải vô địch bóng đá U-17 thế giới 2019. |
| Sức chứa: 20,310        | Sức chứa: 21,000            | GamaGoiâniaCariacica Địa điểm thi đấu Giải vô địch bóng đá U-17 thế giới 2019. |
|                         |                             | GamaGoiâniaCariacica Địa điểm thi đấu Giải vô địch bóng đá U-17 thế giới 2019. |

## Tổ chức

### Biểu trưng
Biểu trưng chính thức được công bố vào ngày 10 tháng 7 năm 2019 trước lễ bốc thăm. Biểu trưng lấy cảm hứng từ lịch sử phong phú và cảnh quan đa dạng của đất nước, với nhiều yếu tố đặc biệt kết hợp lại với nhau để tạo thành hình dạng của cúp vô địch bóng đá U-17 thế giới. Phần đế gợi lên màu xanh tươi của cảnh quan thiên nhiên Brasil. Thảm thực vật rộng lớn dẫn mắt người xem qua màu đỏ rực rỡ của đất Brasil và màu vàng cam của những viên đá quý nổi tiếng thế giới của đất nước này hướng đến một nhân vật được tôn vinh. Nhân vật đó, đến lượt mình, hướng về một quả bóng, thiết kế của quả bóng được lấy cảm hứng từ những cột cong mang tính biểu tượng của Nhà thờ Brasília, một kiệt tác của kiến trúc sư nổi tiếng người Brasil Oscar Niemeyer.

## Bốc thăm và lịch thi đấu
Lịch thi đấu được công bố vào ngày 10 tháng 7 năm 2019, một ngày trước lễ bốc thăm. Thời gian bắt đầu trận đấu được xác nhận vào ngày 25 tháng 7 năm 2019. Thời gian bắt đầu trận đấu đã được xác nhận vào ngày 25 tháng 7 năm 2019.
Lễ bốc thăm cuối cùng được tổ chức vào ngày 11 tháng 7 năm 2019 lúc 15:00 CEST (UTC+2), tại trụ sở FIFA ở Zürich, Thụy Sĩ. Lễ bốc thăm được giới thiệu bởi Bruno Sassi và được điều hành bởi Giám đốc các giải đấu của FIFA Christian Unger, cùng với cựu nhà vô địch U-17 thế giới người Nigeria Celestine Babayaro và cựu cầu thủ bóng đá Brasil Sonny Anderson làm trợ lý bốc thăm. Buổi lễ cũng có sự tham dự của Chủ tịch FIFA Gianni Infantino và Chủ tịch Liên đoàn bóng đá Brasil Rogério Caboclo.
24 đội được chia thành sáu bảng, mỗi bảng bốn đội, trong đó chủ nhà Brasil được tự động xếp vào Nhóm 1 và được phân vào vị trí đầu tiên của bảng A. Các đội còn lại được xếp vào nhóm hạt giống tương ứng dựa trên kết quả tại năm mùa giải gần đây nhất (các giải đấu gần đây hơn được tính điểm cao hơn) và với năm điểm thưởng được cộng cho mỗi một trong 6 nhà vô địch châu lục từ các giải đấu vòng loại, như sau:
| 1 | Brasil (H)       | CONMEBOL | Nước chủ nhà, tự động được xếp vào Nhóm 1 | Nước chủ nhà, tự động được xếp vào Nhóm 1 | Nước chủ nhà, tự động được xếp vào Nhóm 1 | Nước chủ nhà, tự động được xếp vào Nhóm 1 | Nước chủ nhà, tự động được xếp vào Nhóm 1 | Nước chủ nhà, tự động được xếp vào Nhóm 1 | Nước chủ nhà, tự động được xếp vào Nhóm 1 |  |  |  |  |  |
| 1 | Nigeria          | CAF      | 3.2                                       | DNQ                                       | 11.4                                      | 14.4                                      | DNQ                                       |                                           | 29                                        |  |  |  |  |  |
| 1 | Pháp             | UEFA     | DNQ                                       | 3.2                                       | DNQ                                       | 8                                         | 9                                         | 20.2                                      |                                           |  |  |  |  |  |
| 1 | Nhật Bản         | AFC      | 0                                         | 4                                         | 5.4                                       | DNQ                                       | 5                                         | +5                                        | 19.4                                      |  |  |  |  |  |
| 1 | Tây Ban Nha      | UEFA     | 3.2                                       | DNQ                                       | DNQ                                       | DNQ                                       | 15                                        |                                           | 18.2                                      |  |  |  |  |  |
| 1 |                  |          |                                           |                                           |                                           |                                           |                                           |                                           |                                           |  |  |  |  |  |
| 2 | Argentina        | CONMEBOL | 1.2                                       | 1.6                                       | 7.8                                       | 0                                         | DNQ                                       | +5                                        | 15.6                                      |  |  |  |  |  |
| 2 | Hoa Kỳ           | CONCACAF | 1.2                                       | 1.6                                       | DNQ                                       | 0.8                                       | 9                                         |                                           | 12.6                                      |  |  |  |  |  |
| 2 | New Zealand      | OFC      | 0.6                                       | 1.6                                       | 0                                         | 3.2                                       | 1                                         | +5                                        | 11.4                                      |  |  |  |  |  |
| 2 | Paraguay         | CONMEBOL | DNQ                                       | DNQ                                       | DNQ                                       | 2.4                                       | 9                                         |                                           | 11.4                                      |  |  |  |  |  |
| 2 | Ecuador          | CONMEBOL | DNQ                                       | 2.4                                       | DNQ                                       | 7.2                                       | DNQ                                       | 9.6                                       |                                           |  |  |  |  |  |
| 2 | Hàn Quốc         | AFC      | 1.4                                       | DNQ                                       | DNQ                                       | 5.6                                       | DNQ                                       | 7                                         |                                           |  |  |  |  |  |
|   |                  |          |                                           |                                           |                                           |                                           |                                           |                                           |                                           |  |  |  |  |  |
| 3 | Hà Lan           | UEFA     | 0.6                                       | 0.4                                       | DNQ                                       | DNQ                                       | DNQ                                       | +5                                        | 6                                         |  |  |  |  |  |
| 3 | Ý                | UEFA     | 2                                         | DNQ                                       | 3.6                                       | DNQ                                       | DNQ                                       |                                           | 5.6                                       |  |  |  |  |  |
| 3 | Cameroon         | CAF      | DNQ                                       | DNQ                                       | DNQ                                       | DNQ                                       | DNQ                                       | +5                                        | 5                                         |  |  |  |  |  |
| 3 | Úc               | AFC      | DNQ                                       | 1.6                                       | DNQ                                       | 3.2                                       | DNQ                                       |                                           | 4.8                                       |  |  |  |  |  |
| 3 | Chile            | CONMEBOL | DNQ                                       | DNQ                                       | DNQ                                       | 3.2                                       | 1                                         | 4.2                                       |                                           |  |  |  |  |  |
| 3 | Canada           | CONCACAF | DNQ                                       | 0.8                                       | 1.2                                       | DNQ                                       | DNQ                                       | 2                                         |                                           |  |  |  |  |  |
|   |                  |          |                                           |                                           |                                           |                                           |                                           |                                           |                                           |  |  |  |  |  |
| 4 | Angola           | CAF      | DNQ                                       | DNQ                                       | DNQ                                       | DNQ                                       | DNQ                                       |                                           | 0                                         |  |  |  |  |  |
| 4 | Haiti            | CONCACAF | DNQ                                       | DNQ                                       | DNQ                                       | DNQ                                       | DNQ                                       | 0                                         |                                           |  |  |  |  |  |
| 4 | Hungary          | UEFA     | DNQ                                       | DNQ                                       | DNQ                                       | DNQ                                       | DNQ                                       | 0                                         |                                           |  |  |  |  |  |
| 4 | Sénégal          | CAF      | DNQ                                       | DNQ                                       | DNQ                                       | DNQ                                       | DNQ                                       | 0                                         |                                           |  |  |  |  |  |
| 4 | Quần đảo Solomon | OFC      | DNQ                                       | DNQ                                       | DNQ                                       | DNQ                                       | DNQ                                       | 0                                         |                                           |  |  |  |  |  |
| 4 | Tajikistan       | AFC      | DNQ                                       | DNQ                                       | DNQ                                       | DNQ                                       | DNQ                                       | 0                                         |                                           |  |  |  |  |  |

Lễ bốc thăm bắt đầu với chủ nhà Brasil được "bốc thăm" vào Nhóm A1. Các đội từ Nhóm 1 được bốc thăm trước, tiếp theo là Nhóm 2, Nhóm 3 và cuối cùng là Nhóm 4, với mỗi đội cũng được bốc thăm vào một trong các vị trí trong bảng của họ. Các đội từ cùng một liên đoàn không được bốc thăm trong cùng một bảng.
Kết quả bốc thăm chia thành các bảng sau:
| VT | Đội tuyển   |
| -- | ----------- |
| A1 | Brasil      |
| A2 | Canada      |
| A3 | New Zealand |
| A4 | Angola      |

| VT | Đội tuyển |
| -- | --------- |
| B1 | Nigeria   |
| B2 | Hungary   |
| B3 | Ecuador   |
| B4 | Úc        |

| VT | Đội tuyển |
| -- | --------- |
| C1 | Hàn Quốc  |
| C2 | Haiti     |
| C3 | Pháp      |
| C4 | Chile     |

| VT | Đội tuyển |
| -- | --------- |
| D1 | Hoa Kỳ    |
| D2 | Sénégal   |
| D3 | Nhật Bản  |
| D4 | Hà Lan    |

| VT | Đội tuyển   |
| -- | ----------- |
| E1 | Tây Ban Nha |
| E2 | Argentina   |
| E3 | Tajikistan  |
| E4 | Cameroon    |

| VT | Đội tuyển        |
| -- | ---------------- |
| F1 | Quần đảo Solomon |
| F2 | Ý                |
| F3 | Paraguay         |
| F4 | México           |

## Trọng tài
Tổng cộng có 20 bộ ba trọng tài (một trọng tài và hai trợ lý trọng tài), 5 trọng tài hỗ trợ và 17 trọng tài VAR được chỉ định cho giải đấu.
| Liên đoàn | Trọng tài           | Trợ lý trọng tài                                     | Trọng tài hỗ trợ               | Trọng tài VAR |
| --------- | ------------------- | ---------------------------------------------------- | ------------------------------ | --- |
| AFC       | Khamis Al-Marri     | Mohammad Dharman Ramzan Al-Naemi                     | Ko Hyung-jin                   | Yaqoub Al Hammadi Abdullah Ali Al Marri Hiroyuki Kimura                                                                  |
| AFC       | Chris Beath         | Anton Shchetinin Ashley Beecham                      | Ko Hyung-jin                   | Yaqoub Al Hammadi Abdullah Ali Al Marri Hiroyuki Kimura                                                                  |
| AFC       | Ma Ning             | Shi Xiang Cao Yi                                     | Ko Hyung-jin                   | Yaqoub Al Hammadi Abdullah Ali Al Marri Hiroyuki Kimura                                                                  |
| CAF       | Victor Gomes        | Souru Phatsoane Lionel Hasinjarasoa Andrianantenaina | Peter Waweru                   | — |
| CAF       | Redouane Jiyed      | Lahcen Azgaou Mustaph Akerkad                        | Peter Waweru                   | — |
| CAF       | Amin Mohamed Omar   | Attia Amsaeed Abdallah Ibrahim Mohammed              | Peter Waweru                   | — |
| CONCACAF  | Iván Barton         | David Morán Zachari Zeegelaar                        | Juan Gabriel Calderón          | Quetzalli Alvarado Drew Fischer Armando Villarreal                                                                       |
| CONCACAF  | Mario Escobar       | Humberto Noel Panjoj Nicholas Andersson              | Juan Gabriel Calderón          | Quetzalli Alvarado Drew Fischer Armando Villarreal                                                                       |
| CONCACAF  | Adonai Escobedo     | William Andrés Arrieta Micheal Barwegen              | Juan Gabriel Calderón          | Quetzalli Alvarado Drew Fischer Armando Villarreal                                                                       |
| CONMEBOL  | Mario Díaz De Vivar | Milcíades Saldívar Roberto Casiano Cañete            | Edina Alves Batista Ivo Méndez | Germán Delfino Nicolás Gallo Piero Maza Bráulio da Silva Machado                                                         |
| CONMEBOL  | Guillermo Guerrero  | Juan Carlos Macías Ricardo Baren                     | Edina Alves Batista Ivo Méndez | Germán Delfino Nicolás Gallo Piero Maza Bráulio da Silva Machado                                                         |
| CONMEBOL  | Diego Haro          | Víctor Ráez Michael Orué                             | Edina Alves Batista Ivo Méndez | Germán Delfino Nicolás Gallo Piero Maza Bráulio da Silva Machado                                                         |
| CONMEBOL  | Andrés Rojas        | Dionisio Ruiz John Alexander León                    | Edina Alves Batista Ivo Méndez | Germán Delfino Nicolás Gallo Piero Maza Bráulio da Silva Machado                                                         |
| CONMEBOL  | Claudia Umpiérrez   | Luciana Mascaraña Mónica Amboya                      | Edina Alves Batista Ivo Méndez | Germán Delfino Nicolás Gallo Piero Maza Bráulio da Silva Machado                                                         |
| OFC       | Nick Waldron        | Isaac Trevis Jeremy Garae                            | —                              | — |
| UEFA      | Andreas Ekberg      | Mehmet Culum Stefan Hallberg                         | —                              | Luís Godinho Ricardo de Burgos Bengoetxea Marco Di Bello Bartosz Frankowski Dennis Higler Craig Pawson Bibiana Steinhaus |
| UEFA      | Srđan Jovanović     | Uroš Stojković Milan Mihajlović                      | —                              | Luís Godinho Ricardo de Burgos Bengoetxea Marco Di Bello Bartosz Frankowski Dennis Higler Craig Pawson Bibiana Steinhaus |
| UEFA      | Georgi Kabakov      | Martin Margaritov Diyan Valkov                       | —                              | Luís Godinho Ricardo de Burgos Bengoetxea Marco Di Bello Bartosz Frankowski Dennis Higler Craig Pawson Bibiana Steinhaus |
| UEFA      | István Kovács       | Vasile Marinescu Ovidiu Artene                       | —                              | Luís Godinho Ricardo de Burgos Bengoetxea Marco Di Bello Bartosz Frankowski Dennis Higler Craig Pawson Bibiana Steinhaus |
| UEFA      | Andris Treimanis    | Haralds Gudermanis Aleksejs Spasjonnikovs            | —                              | Luís Godinho Ricardo de Burgos Bengoetxea Marco Di Bello Bartosz Frankowski Dennis Higler Craig Pawson Bibiana Steinhaus |

## Đội hình
Những cầu thủ sinh vào hoặc sau ngày 1 tháng 1 năm 2002 và vào hoặc trước ngày 31 tháng 12 năm 2004 đều đủ điều kiện tham gia giải đấu.
Mỗi đội phải chỉ định một đội hình sơ bộ gồm từ 22 đến 50 cầu thủ. Từ đội hình sơ bộ, đội phải chỉ định một đội hình cuối cùng gồm 21 cầu thủ (ba trong số đó phải là thủ môn) trước thời hạn của FIFA. Các cầu thủ trong đội hình cuối cùng có thể được thay thế bằng một cầu thủ từ đội hình sơ bộ do chấn thương nghiêm trọng hoặc bệnh tật trong vòng 24 giờ trước khi bắt đầu trận đấu đầu tiên của đội.

## Vòng bảng

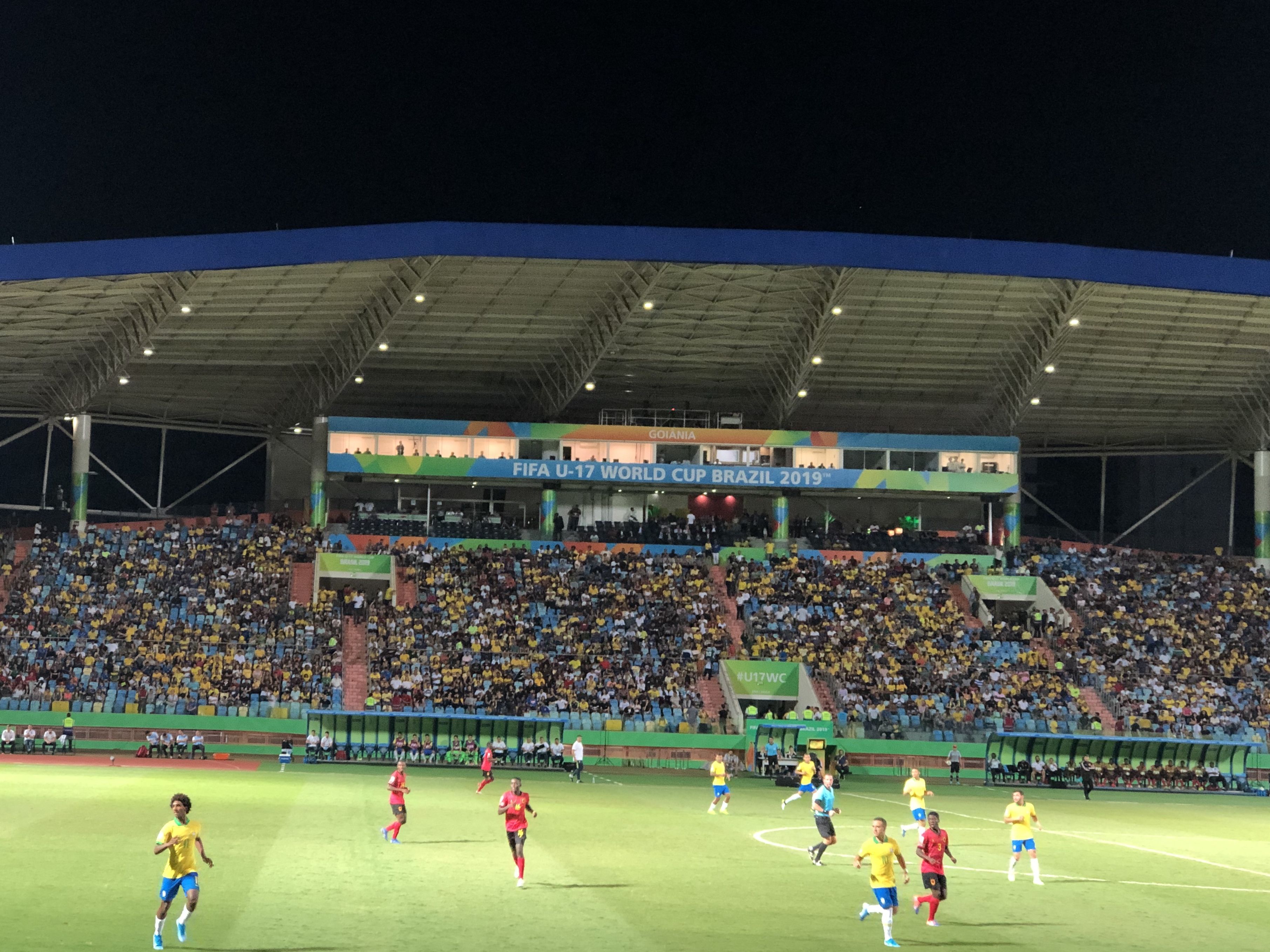
Brasil thi đấu với Angola.

Hai đội đứng đầu mỗi bảng và bốn đội xếp thứ ba có thành tích tốt nhất sẽ giành quyền vào vòng 16 đội.
Tất cả các trận đấu diễn ra theo giờ địa phương, BRT (UTC−3).

### Các tiêu chí vòng bảng
Xếp hạng của các đội ở vòng bảng được xác định như sau:
1. Điểm đạt được trong tất cả các trận đấu vòng bảng (ba điểm cho một trận thắng, một điểm cho một trận hòa, không có điểm cho một trận thua);
2. Hiệu số bàn thắng thua trong tất cả các trận đấu vòng bảng;
3. Số bàn thắng ghi được trong tất cả các trận đấu vòng bảng;
4. Điểm đạt được trong các trận đấu giữa các đội được đề cập;
5. Hiệu số bàn thắng bại trong các trận đấu giữa các đội được đề cập;
6. Số bàn thắng ghi được trong các trận đấu giữa các đội được đề cập;
7. Điểm kỷ luật trong tất cả các trận đấu vòng bảng (chỉ có thể áp dụng một lần trừ cho một cầu thủ trong một trận đấu duy nhất):   - Thẻ vàng: −1 điểm;
  - Thẻ đỏ gián tiếp (thẻ vàng thứ hai): −3 điểm;
  - Thẻ đỏ trực tiếp: −4 điểm;
  - Thẻ vàng và thẻ đỏ trực tiếp: −5 điểm;
8. Bốc thăm.

### Bảng A
| VT | Đội         | ST | T | H | B | BT | BB | HS | Đ | Giành quyền tham dự     |
| -- | ----------- | -- | - | - | - | -- | -- | -- | - | ----------------------- |
| 1  | Brasil (H)  | 3  | 3 | 0 | 0 | 9  | 1  | +8 | 9 | Vòng đấu loại trực tiếp |
| 2  | Angola      | 3  | 2 | 0 | 1 | 4  | 4  | 0  | 6 | Vòng đấu loại trực tiếp |
| 3  | New Zealand | 3  | 1 | 0 | 2 | 2  | 5  | −3 | 3 |                         |
| 4  | Canada      | 3  | 0 | 0 | 3 | 2  | 7  | −5 | 0 |                         |

| Brasil                                                | 4–1      | Canada             |
| ----------------------------------------------------- | -------- | ------------------ |
| - Peglow 17', 46' - Franklin 45+1' (l.n.) - Veron 56' | Chi tiết | - Russell-Rowe 86' |

| New Zealand   | 1–2      | Angola                      |
| ------------- | -------- | --------------------------- |
| - Garbett 54' | Chi tiết | - Zini 6' - Bark 60' (l.n.) |

| Angola                   | 2–1      | Canada             |
| ------------------------ | -------- | ------------------ |
| - Zini 31' - David 90+4' | Chi tiết | - Russell-Rowe 49' |

| Brasil                                | 3–0      | New Zealand |
| ------------------------------------- | -------- | ----------- |
| - Kaio 20' - Talles 81' - Diego 90+1' | Chi tiết |             |

| Angola | 0–2      | Brasil                   |
| ------ | -------- | ------------------------ |
|        | Chi tiết | - Talles 68' - Veron 77' |

| Canada | 0–1      | New Zealand   |
| ------ | -------- | ------------- |
|        | Chi tiết | - Garbett 27' |

### Bảng B
| VT | Đội     | ST | T | H | B | BT | BB | HS | Đ | Giành quyền tham dự     |
| -- | ------- | -- | - | - | - | -- | -- | -- | - | ----------------------- |
| 1  | Nigeria | 3  | 2 | 0 | 1 | 8  | 6  | +2 | 6 | Vòng đấu loại trực tiếp |
| 2  | Ecuador | 3  | 2 | 0 | 1 | 7  | 6  | +1 | 6 | Vòng đấu loại trực tiếp |
| 3  | Úc      | 3  | 1 | 1 | 1 | 5  | 5  | 0  | 4 | Vòng đấu loại trực tiếp |
| 4  | Hungary | 3  | 0 | 1 | 2 | 6  | 9  | −3 | 1 |                         |

| Nigeria                                               | 4–2      | Hungary                   |
| ----------------------------------------------------- | -------- | ------------------------- |
| - Tijani 20' (ph.đ.), 85' - Ibrahim 79' - Adeniyi 81' | Chi tiết | - Komáromi 3' - Major 28' |

| Ecuador                         | 2–1      | Úc          |
| ------------------------------- | -------- | ----------- |
| - Plúas 4' - Mlinaric 9' (l.n.) | Chi tiết | - Botic 90' |

| Nigeria             | 3–2      | Ecuador                                |
| ------------------- | -------- | -------------------------------------- |
| - Said 5', 85', 89' | Chi tiết | - Jinadu 10' (l.n.) - Mina 56' (ph.đ.) |

| Úc                              | 2–2      | Hungary                             |
| ------------------------------- | -------- | ----------------------------------- |
| - Botic 69' (ph.đ.) - Watts 74' | Chi tiết | - Baráth 14' - Zuigeber 20' (ph.đ.) |

| Úc                       | 2–1      | Nigeria       |
| ------------------------ | -------- | ------------- |
| - Botic 13', 54' (ph.đ.) | Chi tiết | - Olawale 21' |

| Hungary           | 2–3      | Ecuador                             |
| ----------------- | -------- | ----------------------------------- |
| - Németh 50', 73' | Chi tiết | - Vite 66' - Mercado 68' - Mina 86' |

### Bảng C
| VT | Đội      | ST | T | H | B | BT | BB | HS | Đ | Giành quyền tham dự     |
| -- | -------- | -- | - | - | - | -- | -- | -- | - | ----------------------- |
| 1  | Pháp     | 3  | 3 | 0 | 0 | 7  | 1  | +6 | 9 | Vòng đấu loại trực tiếp |
| 2  | Hàn Quốc | 3  | 2 | 0 | 1 | 5  | 5  | 0  | 6 | Vòng đấu loại trực tiếp |
| 3  | Chile    | 3  | 1 | 0 | 2 | 5  | 6  | −1 | 3 | Vòng đấu loại trực tiếp |
| 4  | Haiti    | 3  | 0 | 0 | 3 | 3  | 8  | −5 | 0 |                         |

| Pháp                               | 2–0      | Chile |
| ---------------------------------- | -------- | ----- |
| - Agoumé 63' (ph.đ.) - Lihadji 64' | Chi tiết |       |

| Hàn Quốc                             | 2–1      | Haiti        |
| ------------------------------------ | -------- | ------------ |
| - Eom Ji-sung 26' - Choi Min-seo 41' | Chi tiết | - Sainte 88' |

| Hàn Quốc             | 1–3      | Pháp                                         |
| -------------------- | -------- | -------------------------------------------- |
| - Jeong Sang-bin 89' | Chi tiết | - Kalimuendo 17' - Pembélé 42' - Lihadji 78' |

| Chile                                                  | 4–2      | Haiti                                |
| ------------------------------------------------------ | -------- | ------------------------------------ |
| - Rojas 11' - Ceneus 45' (l.n.) - Tapia 52' - Tati 89' | Chi tiết | - Jeanty 37' (ph.đ.) - Jolicoeur 55' |

| Chile      | 1–2      | Hàn Quốc                                 |
| ---------- | -------- | ---------------------------------------- |
| - Oroz 41' | Chi tiết | - Paik Sang-hoon 1' - Hong Sung-wook 30' |

| Haiti | 0–2      | Pháp                    |
| ----- | -------- | ----------------------- |
|       | Chi tiết | Rutter 78' (ph.đ.), 79' |

### Bảng D
| VT | Đội      | ST | T | H | B | BT | BB | HS | Đ | Giành quyền tham dự     |
| -- | -------- | -- | - | - | - | -- | -- | -- | - | ----------------------- |
| 1  | Nhật Bản | 3  | 2 | 1 | 0 | 4  | 0  | +4 | 7 | Vòng đấu loại trực tiếp |
| 2  | Sénégal  | 3  | 2 | 0 | 1 | 7  | 3  | +4 | 6 | Vòng đấu loại trực tiếp |
| 3  | Hà Lan   | 3  | 1 | 0 | 2 | 5  | 6  | −1 | 3 | Vòng đấu loại trực tiếp |
| 4  | Hoa Kỳ   | 3  | 0 | 1 | 2 | 1  | 8  | −7 | 1 |                         |

| Hoa Kỳ     | 1–4      | Sénégal                                              |
| ---------- | -------- | ---------------------------------------------------- |
| - Busio 3' | Chi tiết | - S. Faye 45+3' - Balde 72' - A. Faye 76' - Sarr 88' |

| Nhật Bản                                     | 3–0      | Hà Lan |
| -------------------------------------------- | -------- | ------ |
| - Wakatsuki 36', 69' - Nishikawa 77' (ph.đ.) | Chi tiết |        |

| Hà Lan       | 1–3      | Sénégal                               |
| ------------ | -------- | ------------------------------------- |
| - Bannis 10' | Chi tiết | - Sarr 46', 87' (ph.đ.) - Balde 90+5' |

| Hoa Kỳ | 0–0      | Nhật Bản |
| ------ | -------- | -------- |
|        | Chi tiết |          |

| Hà Lan                                       | 4–0      | Hoa Kỳ |
| -------------------------------------------- | -------- | ------ |
| - Hansen 42', 51' - Taabouni 70' - Braaf 86' | Chi tiết |        |

| Sénégal | 0–1      | Nhật Bản        |
| ------- | -------- | --------------- |
|         | Chi tiết | - Nishikawa 83' |

### Bảng E
| VT | Đội         | ST | T | H | B | BT | BB | HS | Đ | Giành quyền tham dự     |
| -- | ----------- | -- | - | - | - | -- | -- | -- | - | ----------------------- |
| 1  | Tây Ban Nha | 3  | 2 | 1 | 0 | 7  | 1  | +6 | 7 | Vòng đấu loại trực tiếp |
| 2  | Argentina   | 3  | 2 | 1 | 0 | 6  | 2  | +4 | 7 | Vòng đấu loại trực tiếp |
| 3  | Tajikistan  | 3  | 1 | 0 | 2 | 3  | 8  | −5 | 3 |                         |
| 4  | Cameroon    | 3  | 0 | 0 | 3 | 1  | 6  | −5 | 0 |                         |

| Tây Ban Nha | 0–0      | Argentina |
| ----------- | -------- | --------- |
|             | Chi tiết |           |

| Tajikistan             | 1–0      | Cameroon |
| ---------------------- | -------- | -------- |
| - Rahmatov 51' (ph.đ.) | Chi tiết |          |

| Tây Ban Nha                                                  | 5–1      | Tajikistan            |
| ------------------------------------------------------------ | -------- | --------------------- |
| - Valera 4' - Navarro 20', 64' - Moreno 35' - Larrubia 45+1' | Chi tiết | - Carrillo 37' (l.n.) |

| Cameroon   | 1–3      | Argentina                                  |
| ---------- | -------- | ------------------------------------------ |
| - Bere 10' | Chi tiết | - Flores 58' - Krilanovich 63' - Godoy 88' |

| Cameroon | 0–2      | Tây Ban Nha                |
| -------- | -------- | -------------------------- |
|          | Chi tiết | - Escobar 21' - Moriba 42' |

| Argentina                     | 3–1      | Tajikistan           |
| ----------------------------- | -------- | -------------------- |
| - Orozco 38', 78' - Godoy 89' | Chi tiết | - Soirov 81' (ph.đ.) |

### Bảng F
| VT | Đội              | ST | T | H | B | BT | BB | HS  | Đ | Giành quyền tham dự     |
| -- | ---------------- | -- | - | - | - | -- | -- | --- | - | ----------------------- |
| 1  | Paraguay         | 3  | 2 | 1 | 0 | 9  | 1  | +8  | 7 | Vòng đấu loại trực tiếp |
| 2  | Ý                | 3  | 2 | 0 | 1 | 8  | 3  | +5  | 6 | Vòng đấu loại trực tiếp |
| 3  | México           | 3  | 1 | 1 | 1 | 9  | 2  | +7  | 4 | Vòng đấu loại trực tiếp |
| 4  | Quần đảo Solomon | 3  | 0 | 0 | 3 | 0  | 20 | −20 | 0 |                         |

| Quần đảo Solomon | 0–5      | Ý                                                        |
| ---------------- | -------- | -------------------------------------------------------- |
|                  | Chi tiết | - Gnonto 24', 34' - Cudrig 29' - Tongya 75' - Capone 81' |

| Paraguay | 0–0      | México |
| -------- | -------- | ------ |
|          | Chi tiết |        |

| Quần đảo Solomon | 0–7      | Paraguay                                                                                    |
| ---------------- | -------- | ------------------------------------------------------------------------------------------- |
|                  | Chi tiết | - Noguera 3' - Segovia 43' - Torres 65', 89' - Presentado 68' - Barrios 78' - D. Duarte 88' |

| México          | 1–2      | Ý                           |
| --------------- | -------- | --------------------------- |
| - Álvarez 90+2' | Chi tiết | - Gnonto 74' - Udogie 90+4' |

| México                                                                         | 8–0      | Quần đảo Solomon |
| ------------------------------------------------------------------------------ | -------- | ---------------- |
| - Álvarez 2', 63' - A. Gómez 33', 80' - Puente 44' - Luna 58', 90' - Ávila 72' | Chi tiết |                  |

| Ý           | 1–2      | Paraguay                       |
| ----------- | -------- | ------------------------------ |
| - Pirola 3' | Chi tiết | - D. Duarte 37' - Quiñónez 52' |

### Xếp hạng các đội xếp thứ 3
Bốn đội xếp thứ ba có thành tích tốt nhất trong sáu bảng sẽ giành quyền vào vòng đấu loại trực tiếp cùng với sáu đội nhất bảng và sáu đội nhì bảng.
| VT | Bg | Đội         | ST | T | H | B | BT | BB | HS | Đ | Giành quyền tham dự     |
| -- | -- | ----------- | -- | - | - | - | -- | -- | -- | - | ----------------------- |
| 1  | F  | México      | 3  | 1 | 1 | 1 | 9  | 2  | +7 | 4 | Vòng đấu loại trực tiếp |
| 2  | B  | Úc          | 3  | 1 | 1 | 1 | 5  | 5  | 0  | 4 | Vòng đấu loại trực tiếp |
| 3  | C  | Chile       | 3  | 1 | 0 | 2 | 5  | 6  | −1 | 3 | Vòng đấu loại trực tiếp |
| 4  | D  | Hà Lan      | 3  | 1 | 0 | 2 | 5  | 6  | −1 | 3 | Vòng đấu loại trực tiếp |
| 5  | A  | New Zealand | 3  | 1 | 0 | 2 | 2  | 5  | −3 | 3 |                         |
| 6  | E  | Tajikistan  | 3  | 1 | 0 | 2 | 3  | 8  | −5 | 3 |                         |

1. 1 2  Điểm kỷ luật: Chile −4, Hà Lan −9.

Ở vòng tiếp theo, bốn đội xếp thứ ba sẽ được ghép đấu với các đội thắng ở các bảng A, B, C và D theo quy định của giải đấu.

## Vòng đấu loại trực tiếp
Ở vòng đấu loại trực tiếp, nếu một trận đấu có kết quả hòa sau 90 phút thi đấu chính thức, sẽ được quyết định trực tiếp bằng loạt sút luân lưu để xác định đội chiến thắng; không có hiệp phụ nào được diễn ra.
Ở vòng 16 đội, bốn đội xếp thứ ba sẽ được ghép đấu với các đội thắng ở các bảng A, B, C và D. Các trận đấu cụ thể liên quan đến các đội đứng thứ ba phụ thuộc vào bốn đội xếp thứ ba nào đủ điều kiện vào vòng 16 đội:
| Các đội xếp thứ ba được quyền tham gia từ các bảng | Các đội xếp thứ ba được quyền tham gia từ các bảng | Các đội xếp thứ ba được quyền tham gia từ các bảng | Các đội xếp thứ ba được quyền tham gia từ các bảng | Các đội xếp thứ ba được quyền tham gia từ các bảng | Các đội xếp thứ ba được quyền tham gia từ các bảng |    | 1A vs | 1B vs | 1C vs | 1D vs |
| -------------------------------------------------- | -------------------------------------------------- | -------------------------------------------------- | -------------------------------------------------- | -------------------------------------------------- | -------------------------------------------------- | -- | ----- | ----- | ----- | ----- |
| A                                                  | B                                                  | C                                                  | D                                                  |                                                    |                                                    | 3C | 3D    | 3A    | 3B    |       |
| A                                                  | B                                                  | C                                                  |                                                    | E                                                  |                                                    | 3C | 3A    | 3B    | 3E    |       |
| A                                                  | B                                                  | C                                                  |                                                    |                                                    | F                                                  | 3C | 3A    | 3B    | 3F    |       |
| A                                                  | B                                                  |                                                    | D                                                  | E                                                  |                                                    | 3D | 3A    | 3B    | 3E    |       |
| A                                                  | B                                                  |                                                    | D                                                  |                                                    | F                                                  | 3D | 3A    | 3B    | 3F    |       |
| A                                                  | B                                                  |                                                    |                                                    | E                                                  | F                                                  | 3E | 3A    | 3B    | 3F    |       |
| A                                                  |                                                    | C                                                  | D                                                  | E                                                  |                                                    | 3C | 3D    | 3A    | 3E    |       |
| A                                                  |                                                    | C                                                  | D                                                  |                                                    | F                                                  | 3C | 3D    | 3A    | 3F    |       |
| A                                                  |                                                    | C                                                  |                                                    | E                                                  | F                                                  | 3C | 3A    | 3F    | 3E    |       |
| A                                                  |                                                    |                                                    | D                                                  | E                                                  | F                                                  | 3D | 3A    | 3F    | 3E    |       |
|                                                    | B                                                  | C                                                  | D                                                  | E                                                  |                                                    | 3C | 3D    | 3B    | 3E    |       |
|                                                    | B                                                  | C                                                  | D                                                  |                                                    | F                                                  | 3C | 3D    | 3B    | 3F    |       |
|                                                    | B                                                  | C                                                  |                                                    | E                                                  | F                                                  | 3E | 3C    | 3B    | 3F    |       |
|                                                    | B                                                  |                                                    | D                                                  | E                                                  | F                                                  | 3E | 3D    | 3B    | 3F    |       |
|                                                    |                                                    | C                                                  | D                                                  | E                                                  | F                                                  | 3C | 3D    | 3F    | 3E    |       |

### Sơ đồ
|  | Vòng 16 đội                     | Vòng 16 đội                     |                                 |       | Tứ kết        | Tứ kết        |                    |                    | Bán kết | Bán kết |  |  | Final | Final |
|  |                                 |                                 |                                 |       |               |               |                    |                    |         |         |  |  |       |       |
|  | 5 tháng 11 – Goiânia (Olympic)  |                                 |                                 |       |               |               |                    |                    |         |         |  |  |       |       |
|  |                                 |                                 |                                 |       |               |               |                    |                    |         |         |  |  |       |       |
|  | Angola                          | 0                               |                                 |       |               |               |                    |                    |         |         |  |  |       |       |
|  | Angola                          | 0                               | 10 tháng 11 – Cariacica         |       |               |               |                    |                    |         |         |  |  |       |       |
|  | Hàn Quốc                        | 1                               |                                 |       |               |               |                    |                    |         |         |  |  |       |       |
|  | Hàn Quốc                        | 1                               | Hàn Quốc                        | 0     |               |               |                    |                    |         |         |  |  |       |       |
|  | 6 tháng 11 – Gama               |                                 | Hàn Quốc                        | 0     |               |               |                    |                    |         |         |  |  |       |       |
|  |                                 | México                          | 1                               |       |               |               |                    |                    |         |         |  |  |       |       |
|  | Nhật Bản                        | México                          | 1                               | 0     |               |               |                    |                    |         |         |  |  |       |       |
|  | Nhật Bản                        |                                 | 14 tháng 11 – Gama              | 0     |               |               |                    |                    |         |         |  |  |       |       |
|  | México                          | 2                               |                                 |       |               |               |                    |                    |         |         |  |  |       |       |
|  | México                          | 2                               | México (p)                      | 1 (4) |               |               |                    |                    |         |         |  |  |       |       |
|  | 5 tháng 11 – Goiânia (Olympic)  |                                 | México (p)                      | 1 (4) |               |               |                    |                    |         |         |  |  |       |       |
|  |                                 | Hà Lan                          | 1 (3)                           |       |               |               |                    |                    |         |         |  |  |       |       |
|  | Nigeria                         | Hà Lan                          | 1 (3)                           | 1     |               |               |                    |                    |         |         |  |  |       |       |
|  | Nigeria                         | 10 tháng 11 – Cariacica         |                                 | 1     |               |               |                    |                    |         |         |  |  |       |       |
|  | Hà Lan                          | 3                               |                                 |       |               |               |                    |                    |         |         |  |  |       |       |
|  | Hà Lan                          | 3                               | Hà Lan                          | 4     |               |               |                    |                    |         |         |  |  |       |       |
|  | 7 tháng 11 – Cariacica          |                                 | Hà Lan                          | 4     |               |               |                    |                    |         |         |  |  |       |       |
|  |                                 | Paraguay                        | 1                               |       |               |               |                    |                    |         |         |  |  |       |       |
|  | Paraguay                        | Paraguay                        | 1                               | 3     |               |               |                    |                    |         |         |  |  |       |       |
|  | Paraguay                        |                                 | 17 tháng 11 – Gama              | 3     |               |               |                    |                    |         |         |  |  |       |       |
|  | Argentina                       | 2                               |                                 |       |               |               |                    |                    |         |         |  |  |       |       |
|  | Argentina                       | 2                               | México                          | 1     |               |               |                    |                    |         |         |  |  |       |       |
|  | 6 tháng 11 – Goiânia (Serrinha) |                                 | México                          | 1     |               |               |                    |                    |         |         |  |  |       |       |
|  |                                 | Brasil                          | 2                               |       |               |               |                    |                    |         |         |  |  |       |       |
|  | Tây Ban Nha                     | Brasil                          | 2                               | 2     |               |               |                    |                    |         |         |  |  |       |       |
|  | Tây Ban Nha                     | 11 tháng 11 – Goiânia (Olympic) |                                 | 2     |               |               |                    |                    |         |         |  |  |       |       |
|  | Sénégal                         | 1                               |                                 |       |               |               |                    |                    |         |         |  |  |       |       |
|  | Sénégal                         | 1                               | Tây Ban Nha                     | 1     |               |               |                    |                    |         |         |  |  |       |       |
|  | 6 tháng 11 – Goiânia (Serrinha) |                                 | Tây Ban Nha                     | 1     |               |               |                    |                    |         |         |  |  |       |       |
|  |                                 | Pháp                            | 6                               |       |               |               |                    |                    |         |         |  |  |       |       |
|  | Pháp                            | Pháp                            | 6                               | 4     |               |               |                    |                    |         |         |  |  |       |       |
|  | Pháp                            |                                 | 14 tháng 11 – Gama              | 4     |               |               |                    |                    |         |         |  |  |       |       |
|  | Úc                              | 0                               |                                 |       |               |               |                    |                    |         |         |  |  |       |       |
|  | Úc                              | 0                               | Pháp                            | 2     |               |               |                    |                    |         |         |  |  |       |       |
|  | 7 tháng 11 – Cariacica          |                                 | Pháp                            | 2     |               |               |                    |                    |         |         |  |  |       |       |
|  |                                 | Brasil                          | 3                               |       | Tranh hạng ba | Tranh hạng ba |                    |                    |         |         |  |  |       |       |
|  | Ecuador                         | Brasil                          | 3                               | 0     | Tranh hạng ba | Tranh hạng ba |                    |                    |         |         |  |  |       |       |
|  | Ecuador                         | 11 tháng 11 – Goiânia (Olympic) | 11 tháng 11 – Goiânia (Olympic) | 0     |               |               | 17 tháng 11 – Gama | 17 tháng 11 – Gama |         |         |  |  |       |       |
|  | Ý                               | 11 tháng 11 – Goiânia (Olympic) | 11 tháng 11 – Goiânia (Olympic) | 1     |               |               | 17 tháng 11 – Gama | 17 tháng 11 – Gama |         |         |  |  |       |       |
|  | Ý                               | Ý                               | 0                               | 1     | Hà Lan        | 1             |                    |                    |         |         |  |  |       |       |
|  | 6 tháng 11 – Gama               | Ý                               | 0                               |       | Hà Lan        | 1             |                    |                    |         |         |  |  |       |       |
|  |                                 | Brasil                          | 2                               |       | Pháp          | 3             |                    |                    |         |         |  |  |       |       |
|  | Brasil                          | Brasil                          | 2                               | 3     | Pháp          | 3             |                    |                    |         |         |  |  |       |       |
|  | Brasil                          |                                 |                                 | 3     |               |               |                    |                    |         |         |  |  |       |       |
|  | Chile                           | 2                               |                                 |       |               |               |                    |                    |         |         |  |  |       |       |
|  | Chile                           | 2                               |                                 |       |               |               |                    |                    |         |         |  |  |       |       |

### Vòng 16 đội
| Angola | 0–1      | Hàn Quốc           |
| ------ | -------- | ------------------ |
|        | Chi tiết | - Choi Min-seo 33' |

| Nigeria        | 1–3      | Hà Lan                        |
| -------------- | -------- | ----------------------------- |
| - Olusegun 12' | Chi tiết | - Hansen 4', 15', 80' (ph.đ.) |

| Tây Ban Nha                | 2–1      | Sénégal       |
| -------------------------- | -------- | ------------- |
| - Navarro 27' - Valera 59' | Chi tiết | - S. Faye 85' |

| Nhật Bản | 0–2      | México                    |
| -------- | -------- | ------------------------- |
|          | Chi tiết | - Pizzuto 57' - Muñóz 74' |

| Brasil                               | 3–2      | Chile           |
| ------------------------------------ | -------- | --------------- |
| - Kaio 8', 45+2' (ph.đ.) - Diego 65' | Chi tiết | - Cruz 25', 41' |

| Pháp                              | 4–0      | Úc |
| --------------------------------- | -------- | -- |
| - Mbuku 6', 74', 82' - Millot 87' | Chi tiết |    |

| Ecuador | 0–1      | Ý               |
| ------- | -------- | --------------- |
|         | Chi tiết | - Oristanio 76' |

| Paraguay                                       | 3–2      | Argentina                  |
| ---------------------------------------------- | -------- | -------------------------- |
| - Cano 58' (l.n.) - Torres 73' - D. Duarte 86' | Chi tiết | - Zeballos 27' - Godoy 42' |

### Tứ kết
| Hà Lan                                             | 4–1      | Paraguay          |
| -------------------------------------------------- | -------- | ----------------- |
| - Hoever 30' - Hansen 40' - Braaf 78' - Ünüvar 86' | Chi tiết | - D. Duarte 45+1' |

| Hàn Quốc | 0–1      | México      |
| -------- | -------- | ----------- |
|          | Chi tiết | - Ávila 77' |

| Tây Ban Nha | 1–6      | Pháp                                                                                 |
| ----------- | -------- | ------------------------------------------------------------------------------------ |
| - Valera 9' | Chi tiết | - Kouassi 21' - Mbuku 36' - Lihadji 46' - Pembélé 54' - Rutter 59' - Aouchiche 90+3' |

| Ý | 0–2      | Brasil                    |
| - | -------- | ------------------------- |
|   | Chi tiết | - Patryck 6' - Peglow 40' |

### Bán kết
| México                                                     | 1–1      | Hà Lan                                                  |
| ---------------------------------------------------------- | -------- | ------------------------------------------------------- |
| - Álvarez 79'                                              | Chi tiết | - Muñóz 74' (l.n.)                                      |
| Loạt sút luân lưu                                          |          |                                                         |
| - Álvarez - Muñóz - A. Gómez - Pizzuto - J. Gómez - Guzmán | 4–3      | - Maatsen - Ünüvar - Taabouni - Braaf - Hansen - Regeer |

| Pháp                        | 2–3      | Brasil                              |
| --------------------------- | -------- | ----------------------------------- |
| - Kalimuendo 7' - Mbuku 13' | Chi tiết | - Kaio 62' - Veron 76' - Lázaro 89' |

### Tranh hạng ba
| Hà Lan         | 1–3      | Pháp                       |
| -------------- | -------- | -------------------------- |
| - Taabouni 15' | Chi tiết | - Kalimuendo 22', 54', 62' |

### Chung kết

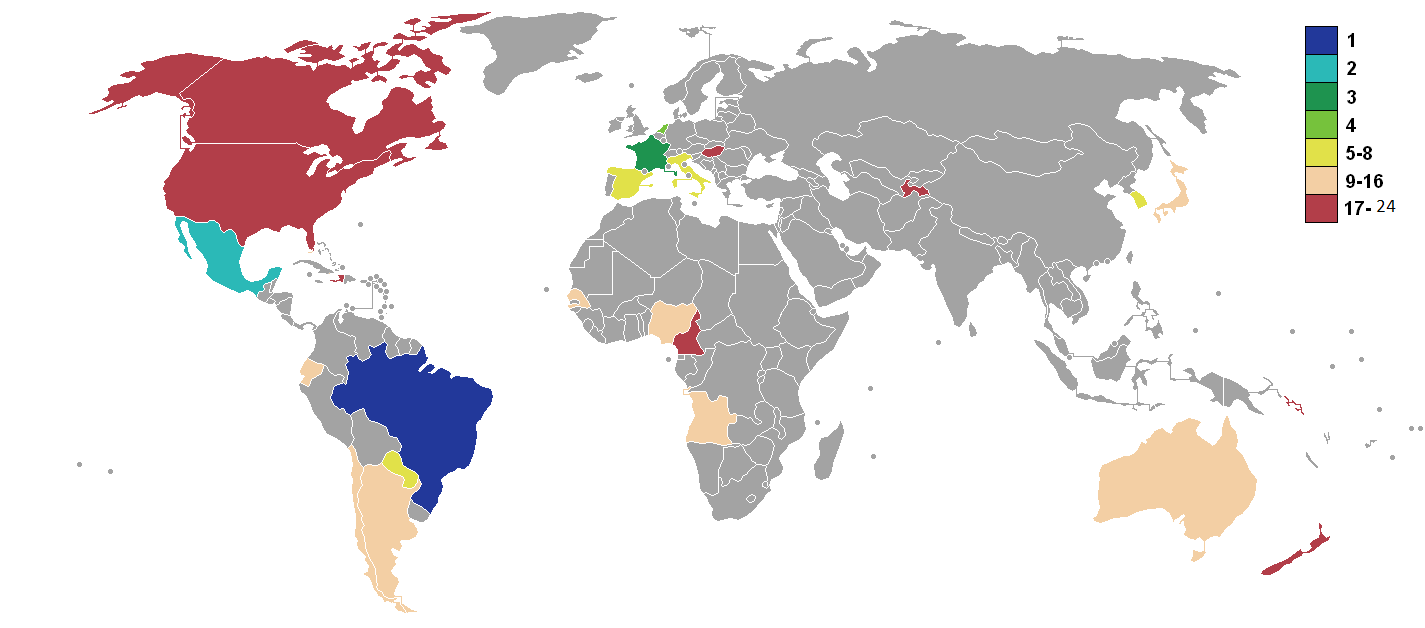
Kết quả Giải vô địch bóng đá U-17 thế giới 2019 theo từng quốc gia.

| México         | 1–2      | Brasil                            |
| -------------- | -------- | --------------------------------- |
| - González 66' | Chi tiết | - Kaio 84' (ph.đ.) - Lázaro 90+3' |

## Giải thưởng
Các giải thưởng sau đây đã được trao sau giải đấu. Tất cả đều được tài trợ bởi Adidas, ngoại trừ Giải phong cách của FIFA.
| Quả bóng vàng                                             | Quả bóng bạc                                                | Quả bóng đồng                                          |
| --------------------------------------------------------- | ----------------------------------------------------------- | ------------------------------------------------------ |
| Gabriel Veron                                             | Adil Aouchiche                                              | Eugenio Pizzuto                                        |
| Chiếc giày vàng                                           | Chiếc giày bạc                                              | Chiếc giày đồng                                        |
| Sontje Hansen (6 bàn thắng, 3 kiến tạo, 528 phút thi đấu) | Nathanaël Mbuku (5 bàn thắng, 1 kiến tạo, 487 phút thi đấu) | Kaio Jorge (5 bàn thắng, 1 kiến tạo, 559 phút thi đấu) |
| Găng tay vàng                                             |                                                             |                                                        |
| Matheus Donelli                                           |                                                             |                                                        |
| Giải phong cách FIFA                                      |                                                             |                                                        |
| Ecuador                                                   |                                                             |                                                        |

## Bảng xếp hạng giải đấu
Theo quy ước thống kê trong bóng đá, các trận đấu được quyết định bằng hiệp phụ được tính là thắng và thua, trong khi các trận đấu được quyết định bằng loạt sút luân lưu được tính là hòa.

| VT | Đội              | ST | T | H | B | BT | BB | HS  | Đ  | Chung cuộc            |
| -- | ---------------- | -- | - | - | - | -- | -- | --- | -- | --------------------- |
| 1  | Brasil           | 7  | 7 | 0 | 0 | 19 | 6  | +13 | 21 | Vô địch               |
| 2  | México           | 7  | 3 | 2 | 2 | 14 | 5  | +9  | 11 | Á quân                |
| 3  | Pháp             | 7  | 6 | 0 | 1 | 22 | 6  | +16 | 18 | Hạng ba               |
| 4  | Hà Lan           | 7  | 3 | 1 | 3 | 14 | 12 | +2  | 10 | Hạng tư               |
|    |                  |    |   |   |   |    |    |     |    |                       |
| 5  | Paraguay         | 5  | 3 | 1 | 1 | 13 | 7  | +6  | 10 | Bị loại ở Tứ kết      |
| 6  | Tây Ban Nha      | 5  | 3 | 1 | 1 | 10 | 8  | +2  | 10 | Bị loại ở Tứ kết      |
| 7  | Ý                | 5  | 3 | 0 | 2 | 9  | 5  | +4  | 9  | Bị loại ở Tứ kết      |
| 8  | Hàn Quốc         | 5  | 3 | 0 | 2 | 6  | 6  | 0   | 9  | Bị loại ở Tứ kết      |
|    |                  |    |   |   |   |    |    |     |    |                       |
| 9  | Argentina        | 4  | 2 | 1 | 1 | 8  | 5  | +3  | 7  | Bị loại ở Vòng 16 đội |
| 10 | Nhật Bản         | 4  | 2 | 1 | 1 | 4  | 2  | +2  | 7  | Bị loại ở Vòng 16 đội |
| 11 | Sénégal          | 4  | 2 | 0 | 2 | 8  | 5  | +3  | 6  | Bị loại ở Vòng 16 đội |
| 12 | Nigeria          | 4  | 2 | 0 | 2 | 9  | 9  | 0   | 6  | Bị loại ở Vòng 16 đội |
| 13 | Angola           | 4  | 2 | 0 | 2 | 4  | 5  | −1  | 6  | Bị loại ở Vòng 16 đội |
| 14 | Ecuador          | 4  | 2 | 0 | 2 | 6  | 9  | −3  | 6  | Bị loại ở Vòng 16 đội |
| 15 | Chile            | 4  | 1 | 0 | 3 | 7  | 9  | −2  | 3  | Bị loại ở Vòng 16 đội |
| 16 | Úc               | 4  | 1 | 0 | 3 | 5  | 9  | −4  | 3  | Bị loại ở Vòng 16 đội |
|    |                  |    |   |   |   |    |    |     |    |                       |
| 17 | New Zealand      | 3  | 1 | 0 | 2 | 2  | 5  | −3  | 3  | Bị loại ở Vòng bảng   |
| 18 | Tajikistan       | 3  | 1 | 0 | 2 | 3  | 8  | −5  | 3  | Bị loại ở Vòng bảng   |
| 19 | Hungary          | 3  | 0 | 1 | 2 | 6  | 9  | −3  | 1  | Bị loại ở Vòng bảng   |
| 20 | Hoa Kỳ           | 3  | 0 | 1 | 2 | 1  | 8  | −7  | 1  | Bị loại ở Vòng bảng   |
| 21 | Haiti            | 3  | 0 | 0 | 3 | 3  | 8  | −5  | 0  | Bị loại ở Vòng bảng   |
| 22 | Canada           | 3  | 0 | 0 | 3 | 2  | 7  | −5  | 0  | Bị loại ở Vòng bảng   |
| 23 | Cameroon         | 3  | 0 | 0 | 3 | 1  | 6  | −5  | 0  | Bị loại ở Vòng bảng   |
| 24 | Quần đảo Solomon | 3  | 0 | 0 | 3 | 0  | 20 | −20 | 0  | Bị loại ở Vòng bảng   |

## Cầu thủ ghi bàn
Đã có 177 bàn thắng ghi được trong 52 trận đấu, trung bình 3.4 bàn thắng mỗi trận đấu.
6 bàn thắng
- Sontje Hansen

5 bàn thắng
- Kaio Jorge
- Arnaud Kalimuendo
- Nathanaël Mbuku

4 bàn thắng
- Noah Botic
- Efraín Álvarez
- Diego Duarte

3 bàn thắng
- Matías Godoy
- João Peglow
- Gabriel Veron
- Isaac Lihadji
- Georginio Rutter
- Wilfried Gnonto
- Ibrahim Said
- Diego Joel Torres
- Pape Sarr
- Roberto Navarro
- Germán Valera

2 bàn thắng
- Zini
- Franco Orozco
- Lázaro
- Talles Magno
- Diego Rosa
- Jacen Russell-Rowe
- Joan Cruz
- Johan Mina
- Timothée Pembélé
- András Németh
- Jun Nishikawa
- Yamato Wakatsuki
- Ali Ávila
- Alejandro Gómez
- Israel Luna
- Jayden Braaf
- Mohamed Taabouni
- Matthew Garbett
- Samson Tijani
- Aliou Balde
- Souleymane Faye
- Choi Min-seo

1 bàn thắng
- David
- Francisco Flores
- Juan Pablo Krilanovich
- Exequiel Zeballos
- Caleb Watts
- Patryck
- François Bere
- Alexander Oroz
- Luis Rojas
- Gonzalo Tapia
- David Tati
- John Mercado
- Erick Plúas
- Pedro Vite
- Lucien Agoumé
- Adil Aouchiche
- Tanguy Kouassi
- Enzo Millot
- Samuel Jeanty
- Kervens Jolicoeur
- Carl Sainte
- Péter Baráth
- György Komáromi
- Sámuel Major
- Ákos Zuigéber
- Andrea Capone
- Nicolò Cudrig
- Gaetano Oristanio
- Lorenzo Pirola
- Franco Tongya
- Iyenoma Udogie
- Bryan González
- Santiago Muñóz
- Eugenio Pizzuto
- Luis Puente
- Naoufal Bannis
- Ki-Jana Hoever
- Naci Ünüvar
- Oluwatimilehin Adeniyi
- Usman Ibrahim
- Peter Olawale
- Olakunle Olusegun
- Fabio Barrios
- Junior Noguera
- Fernando Presentado
- Júnior Quiñónez
- Matías Segovia
- Amete Faye
- Eom Ji-sung
- Jeong Sang-bin
- Paik Sang-hoon
- Hong Sung-wook
- Jordi Escobar
- Ilaix Moriba
- David Larrubia
- Pablo Moreno
- Sharifbek Rahmatov
- Rustam Soirov
- Gianluca Busio

1 bàn phản lưới nhà
- Lautaro Cano (trong trận gặp Paraguay)
- Anton Mlinaric (trong trận gặp Ecuador)
- Kobe Franklin (trong trận gặp Brasil)
- Woodbens Ceneus (trong trận gặp Chile)
- Santiago Muñóz (trong trận gặp Hà Lan)
- Harry Bark (trong trận gặp Angola)
- Daniel Jinadu (trong trận gặp Ecuador)
- Álvaro Carrillo (trong trận gặp Tajikistan)

Nguồn: FIFA

## Tiếp thị

### Tài trợ
| Đối tác của FIFA                                                    | Hỗ trợ tổ chức                     |
| ------------------------------------------------------------------- | ---------------------------------- |
| - Adidas - Coca-Cola - Hyundai - Qatar Airways - Visa - Wanda Group | - CIMED - Groupo Souza Lima - Semp |